# Gynoplistia (Gynoplistia) nivicola
Gynoplistia (Gynoplistia) nivicola is een tweevleugelige uit de familie steltmuggen (Limoniidae). De soort komt voor in het Australaziatisch gebied.